# 稲垣益穂
稲垣 益穂（いながき ますほ、1858年（安政5年） - 1935年（昭和10年）:41）は、明治から昭和初期にかけての教育者。
明治時代後期から昭和初期にかけて、北海道小樽市の稲穂尋常高等小学校（現在の小樽市立稲穂小学校）校長を務める。『稲垣益穂日誌』は当時の小樽を知る資料として貴重である。

## 生涯
1858年（安政5年）、土佐国長岡郡西野地村（現在の高知県南国市）に生まれる。高知県で小学校補助教諭となって教育界に入り、1892年（明治25年）には校長に任命される。以後、岩手県、宮城県に転任した。
1903年（明治36年）、小樽区稲穂尋常高等小学校（現在の小樽市立稲穂小学校）校長に着任。以後、小樽に暮らした。1920年（大正9年）、小樽盲唖学校嘱託。1921年（大正10年）には庁立小樽商業学校（現在の北海道小樽商業高等学校）嘱託となる。

## 稲垣益穂日誌
『稲垣益穂日誌』は、高知県で務めていた1896年（明治29年）1月1日から、亡くなる直前の1935年（昭和10年）1月27日まで、ほぼ毎日記された稲垣の日記（全55冊）。稲垣が得意であった絵も交えている。
明治後期から昭和初期、小樽が最盛期を迎えていた時期の街の姿を継続的にとらえた資料として貴重である:41。物価や世相、新しい文化の到来・受容・普及などが描かれる。また、盲唖学校の校長を務めたことから、大正期の視覚障害児・聴覚障害児に対する教育のありようも記されている:42。
小樽市総合博物館の歴史ボランティア・職員により翻刻・編集が行われ、同館が刊行している。刊行は1987年に第8巻（小樽に赴任した1903年の分）が出版されたのが最初で、以来不定期におこなわれており、2017年までに27冊（高知県時代の2冊（初巻・第1巻）および第8巻以降）が発行されている。